# HD 108107
HD 108107，又名BD-10 3467，SAO 157272、HR 4722，是一颗恒星，视星等为5.95，位于銀經292.75，銀緯50.74，其B1900.0坐标为赤經12h 20m 2.1s，赤緯-11° 50.74′ 20″。